# Molvin James
Molvin Alfanso James (* 4. Mai 1989) ist ein aus Antigua und Barbuda stammender Fußballspieler.

## Karriere als Spieler

### Verein
Seine Karriere als Vereinsspieler begann James 2006 Jung Warriors FC in der Premier League seines Heimatlandes. Zur Saison 2007/08 wechselte er zum Villa Lions FC. Dort blieb er bis 2011. Antigua Barracuda FC, wo er bis zur Auflösung des Vereins im Jahr 2013 auf 40 Ligaeinsätze kam. Zur Saison 2014/15 wechselte er ablösefrei zum Parham FC.

### Nationalmannschaft
James gehört seit 2007 zum Kader der Fußballnationalmannschaft von Antigua und Barbuda. Sein Debüt gab er am 17. Juni 2008 in der zweiten Runde der Qualifikation zur Fußball-Weltmeisterschaft 2010. Das Spiel gegen Kuba ging für seine Mannschaft mit 3:4 verloren. Seither hat James 32 Spiele für die Nationalmannschaft absolviert.